# Saint-Geniès-de-Fontedit
Saint-Geniès-de-Fontedit is een gemeente in het Franse departement Hérault (regio Occitanie). De plaats maakt deel uit van het arrondissement Béziers. Saint-Geniès-de-Fontedit telde op 1 januari 2022 1.695 inwoners.

## Geografie
De oppervlakte van Saint-Geniès-de-Fontedit bedroeg op 1 januari 2022 9,24 vierkante kilometer; de bevolkingsdichtheid was toen 183,4 inwoners per km².

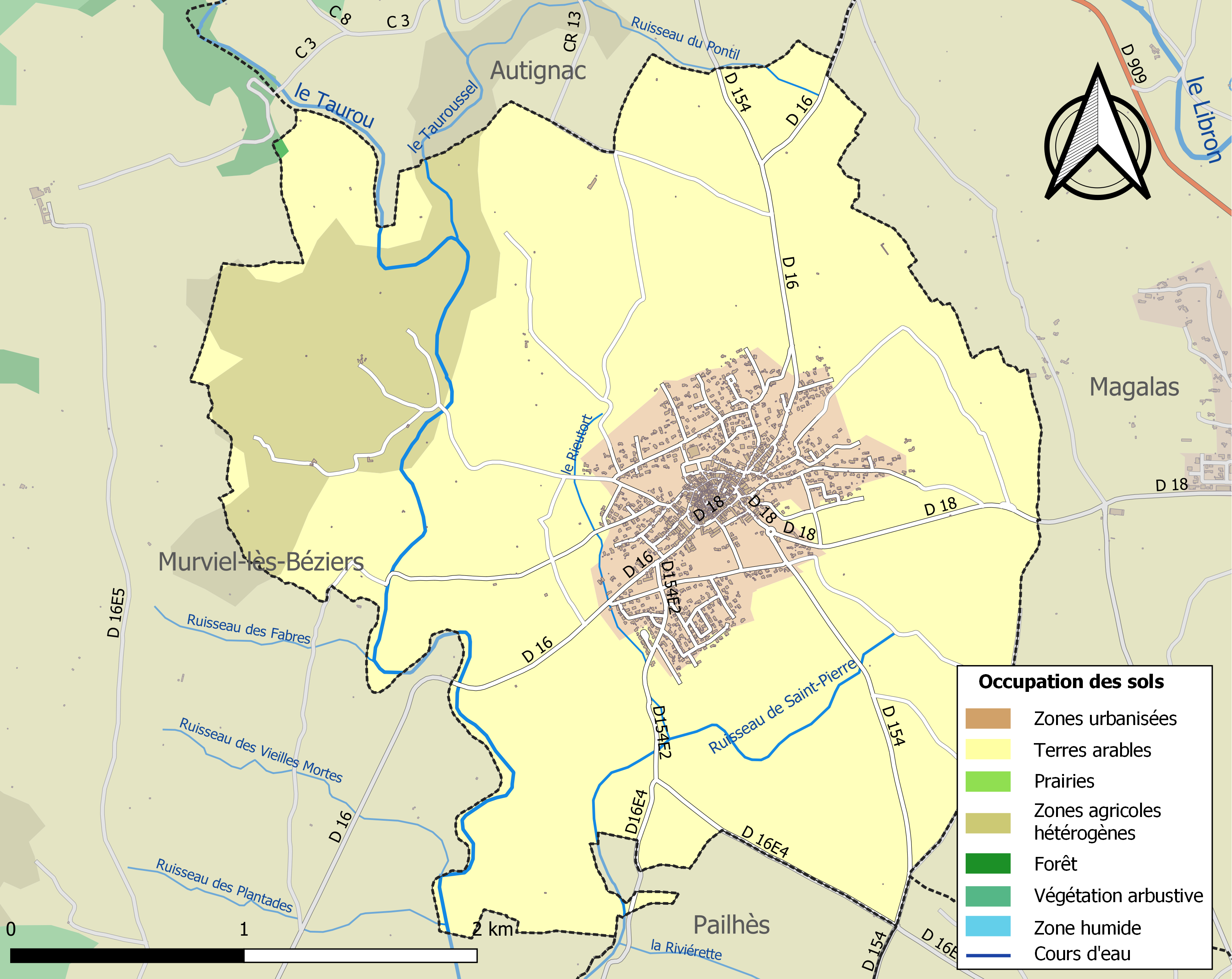
Kaart van de gemeente met belangrijkste infrastructuur, bodemgebruik en omliggende gemeenten

## Demografie
Onderstaande figuur toont het verloop van het inwonertal (bron: INSEE-tellingen).